# راسیلی
راسیلی (به انگلیسی: Rhossili) یک منطقهٔ مسکونی در بریتانیا است که در City and County of Swansea واقع شده‌است.